# مملكة بالي

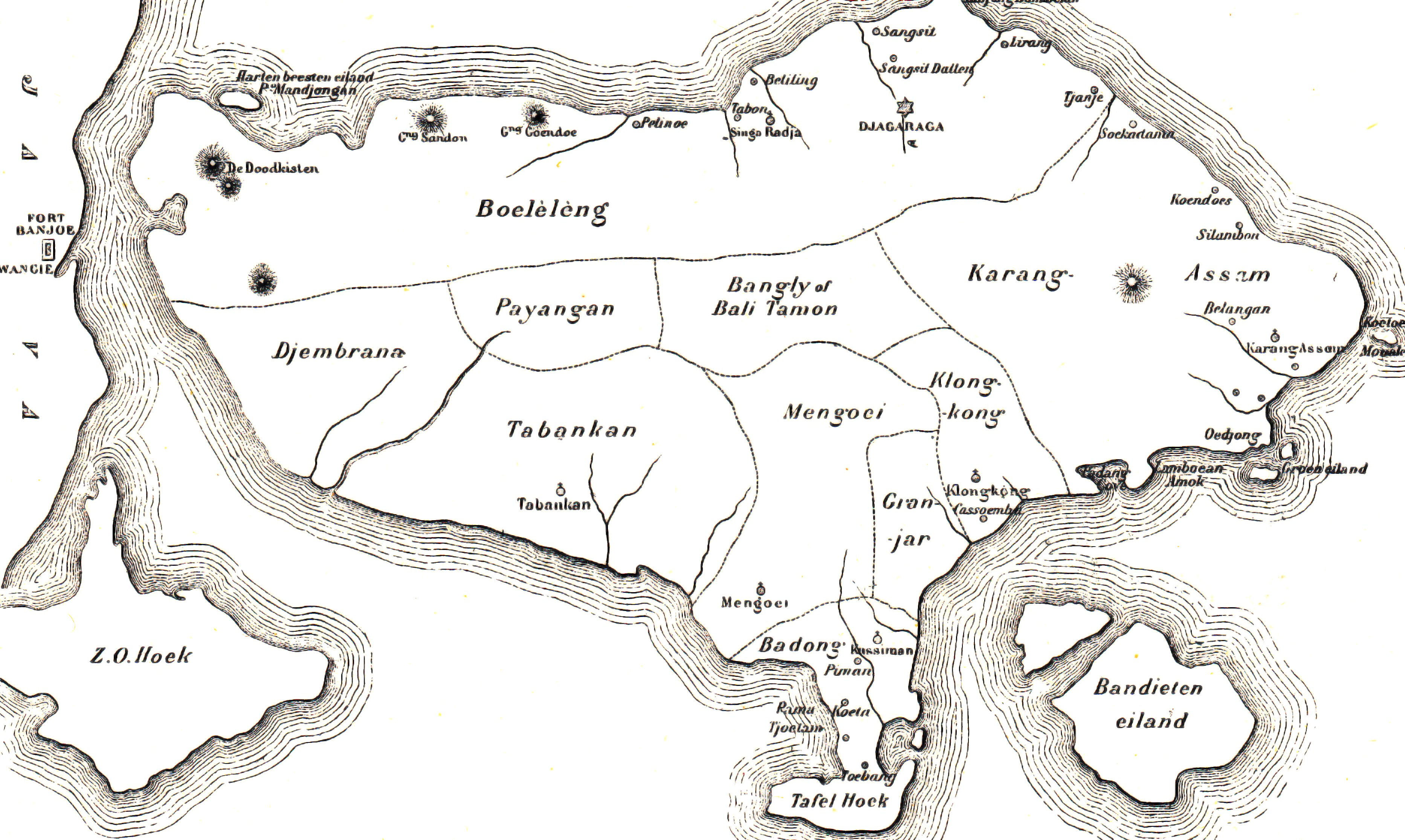
خريطة الممالك التسع، حوالي عام 1900 م.

كانت مملكة بالي سلسلة من الممالك الهندوسية البوذية التي حكمت بعض أجزاء جزيرة بالي البركانية في جزر سوندا الصغرى في إندونيسيا. أظهرت الممالك الباليّة خلال تاريخ المملكة البالية الأصلية الممتد من أوائل القرن العاشر حتى بدايات القرن العشرين، ثقافة محكمة بالية متطورة ازدهرت فيها العناصر الأصلية لتقديس الروح والأسلاف ممزوجة مع التأثيرات الهندوسية –التي تبنتها من الهند من خلال وسيط جاوة القديم- وشكلت الثقافة البالية وأغنتها.
بسبب علاقاتها الثقافية الوثيقة والقريبة من جزيرة جاوة المجاورة خلال الفترة الهندوسية البوذية الإندونيسية، كان تاريخ بالي غالبًا متشابكًا ومتأثرًا بشكل كبيرة بنظرائه الجاويين، ابتداءً من مملكة ميدانغ في القرن التاسع حتى إمبراطورية ماجابهاتي في القرنين الثالث عشر والقرن الخامس عشر. تأثرت ثقافة ولغة وفنون وعمارة الجزيرة بجاوة. ازداد الوجود الجاوي والتأثيرات الجاوية قوة مع سقوط إمبراطورية ماجاباهيت في أواخر القرن الخامس عشر. بعد سقوط الإمبراطورية في أيدي المسلمين التابعين لسلطنة الديماك، لجأ العديد من رجال ماجاباهيت الهندوس والنبلاء والقسيسين والحرفيين إلى جزيرة بالي. نتيجةً لذلك، تحولت بالي إلى ما يصفه المؤرخ راميش تشاندرا ماجومدار بأنه آخر معقل للثقافة والحضارة الهندية-الجاوية. وسعت المملكة البالية في القرون اللاحقة نفوذها إلى الجزر المجاورة. على سبيل المثال وسعت مملكة غليغل البالية نفوذها إلى بلامبانغن في الطرف الشرقي من جزيرة جاوة، المجاور لجزيرة لومبوك، حتى الجزء الغربي من جزيرة سومباوا، بينما أسس الكارانغازم حكمهم في غرب لومبوك في فترة لاحقة.
منذ منتصف القرن التاسع عشر، بدأت دولة الهند الشرقية الهولندية المستعمرة تدخلاتها في بالي، وشنوا حملتهم ضد الممالك البالية الصغيرة واحدةً تلو الأخرى. بحلول بدايات القرن العشرين، أكمل الهولنديون غزوهم لبالي عندما وقعت هذه الممالك الصغيرة تحت سيطرتهم، إما من خلال القوة التي أدت إلى قتال بوبتان الذي تبعه طقوس انتحار جماعي أو استسلام ودي للهولنديين. في كلتا الحالتين، وعلى الرغم من أن بعض هذه المنازل الملكية البالية ماتزال قائمةً، فإن هذه الأحداث أنهت ألفيةً من الممالك البالية المستقلة الأصلية، وتحولت الحكومة المحلية إلى الإدارة الاستعمارية الهولندية، ولاحقًا إلى حكومة مقاطعة بالي داخل جمهورية إندونيسيا.

## عصور ما قبل التاريخ
سكن البشر بالي منذ العصر الحجري القديم (منذ 1 حتى 200.000 قبل الميلاد)، وقد تأكد ذلك من خلال العثور على أدوات قديمة مثل الفؤوس اليدوية في قريتي سيمبيران وترونيان في بالي. تبعه العصر الحجري المتوسط (200.000-3000 قبل الميلاد)؛ ومن ناحية ثانية فإن أسلاف السكان الباليين الحاليين وصلوا إلى الجزيرة بين عامي 3000 و600 قبل الميلاد خلال العصر الحجري الحديث، الذي تميز بتقنيات زراعة الأرز والتحدث باللغات الأسترونيزية. تلا ذلك العصر البرونزي الممتد منذ عام 600 قبل الميلاد حتى عام 800 م.

## المملكة الأولى
بدأت الحقبة التاريخية في بالي تقريبًا في القرن الثامن، وتميزت باكتشاف ألواح طينية نذرية بوذية منقوشة. هذه الألواح النذرية البوذية، التي وُجدت في تماثيل ستوبا الطينية الصغيرة المُسماة «ستوبيكاس»، هي أول نقوش معروفة في بالي ويعود تاريخها إلى القرن الثامن ميلادي. عُثر على مثل هذه الستروكاس في منطقة وصاية غيانغار، في قرى بيغينغ وتاتيابي وبلاهباتوه. تتشابه هذه الستوبيكاس التي تشبه الجرس مع ستوباس القرن الثامن للفن البوذي الجاوي التي عُثر عليها في بوروبودور ومعابد بوذية أخرى يعود تاريخها إلى تلك الحقبة، مما يشير إلى ارتباط سلالة سيليندرا مع المهاجرين أو السكان البوذيين في تاريخ بالي المبكر.
في بداية القرن العاشر، نشر ملك يُدعى سري كيساري فارمادفا نقش عمود البيلانغونغ الذي عُثر عليه بالقرب من الشريط الجنوبي لشاطئ سانور. يُعد أقدم نقش وُجد في بالي ويذكر اسم الحاكم الذي نشره. يعود تاريخ العمود إلى 914 م وفقًا لتقويم ساكا الهندي. هناك ثلاثة نقوش أخرى لكيساري معروفة في وسط بالي، مما يشير إلى حدوث نزاعات في المناطق الداخلية الجبلية من الجزيرة. يُذكر أن سري كيساري هو أول حاكم معروف يحمل لقب سلالة فارمادفا الذي استخدمه الحكام لعدة أجيال قبل التوسع الجاوي.
لم يُعرف بالضبط أين كانت عاصمة المملكة خلال القرنين العاشر والحادي عشر، لكن ربما كان المركز الثقافي والديني والسياسي للملكة في منطقة وصاية غيانيار الحالية، وقد استُدلّ على ذلك من خلال التركيز على الاكتشافات الأثرية في هذه المنطقة. صُنع معبد الكهف الحجري ومكان الاستحمام في غوا غاجا، بالقرب من أُبد في غيانيار، في الفترة نفسها تقريبًا. يظهر فيه مزيج من الأيقونات البوذية والهندوسية. أشارت عدة نقوش لستوباس ووستوبيكاس (ستوباس صغيرة) وصور بوتيسافا (الإله) إلى أن سلالة فارمادفا كانت راعية لبوذية مهايانا. مع ذلك، كانت الهندوسية تُمارس في بالي خلال هذه الحقبة.